# Сахль ат-Тустарі
Абу Мухаммад Сахль ібн 'Абдуллах ат-Тустарі (перс. سهل ابن الطوستری; 818, Шуштар, Хузестан, Персія — 896, Басра, Ірак) — перський богослов раннього суфізму. Засновник богословської школи салімія, названої на честь його учня Мухаммада ібн Саліма. Знаний також як автор тлумачення Корану.

## Біографія
Народився на південному заході Ірану у фортеці міста Шуштар у сім'ї арабів або перських мавлі. Виховувався спочатку у свого дядька Мухаммада ібна Саввара. З раннього дитинства вів аскетичне життя з частими постами та вивченням Корану та хадисів, усних традицій пророка Мухаммеда. До семи років хлопчик уже вивчив напам'ять весь Коран. Відвідавши Басру й Абадан, навчався у якогось шайха Абу Хабіба Хамзи аль-Абадані.
834 року здійснив паломництво до Мекки, де зустрів знаменитого Зу-н-Нуна аль-Місрі. Він проводив багато часу в поневіряннях, зустрічався з багатьма відомими суфіями того часу.
Повернувшись до Тустару, протягом майже двох десятиліть вів аскетичний триб і тільки після смерті Зу-н-Нуна (860 рік), який, згідно з суфійським переказом, був його вчителем і духовним наставником, він наважився виступити з публічною проповіддю. Завдяки цьому виступу швидко придбав численних прихильників і противників, ворожість яких посилювалася політичними негараздами. Згодом переселився в Басру, де і провів решту життя в благочестивих заняттях і викладанні. Помер 896 року.

## Погляди
Згідно з уявленнями ат-Тустарі, до початку миру між душами людей та Аллахом укладений «договір» (мисак); душі визнали Аллаха своїм господом і віддали себе на його милість. Натомість їм було обіцяно райське блаженство, що є «блаженним баченням божества» (мушахадат аль-хакк) у День воскресіння і на віки віків. Знаходячи тілесну оболонку, душі забувають про «договір», а пророки (набі) і «святі» (авлія) послані до людей, щоб нагадати про нього.
Прототипом людства і першим творінням Аллаха був пророк Мухаммад, що з'явився у споконвічності як світло (Нур Мухаммаді), осяявши серця людей істинною релігією. Аллах незримо присутній у серці кожного, і це є доступна небагатьом вибраним «найбільша таємниця» (сирр). Людина, яка реалізує закладену в ньому «божественність» (рубубія) і відмовиться від власної волі та свого «я», спіткає і з'єднається з сутністю Аллаха. Ці й інші положення використовували у своїх творах аль-Халадж, Абу Таліб аль-Маккі, ас-Сулямі, аль-Кушайрі й інші суфії. Абу Хамід аль-Газалі, Ібн Арабі й інші богослови розвинули його ідеї. Учень ат-Тустарі, Мухаммад ібн Салім, і його син Ахмад заснували у Басрі богословську школу салімія, яка зберегла погляди ат-Тустарі для наступних поколінь.

## Праці
Автор близько десятка творів, що є, по суті, записи його висловлювань, проповідей (хутба), коментарів до окремих аятів Корану (тафсира), зроблені його учнями.

### Тлумачення Корану
Автор тлумачення Корану. Алегоричне тлумачення Корану (тавіль) відіграло велику роль у формуванні суфійської гносеології, космогонії та психології. Ат-Тустарі стверджував, що Коран містить кілька рівнів сенсу, серед яких зовнішній смисл (захир) і внутрішній смисл (батин). Його ідеї та образи вплинули на таких суфійських мислителів як Мансур Халадж (пом. 922 року), ас-Суламі (пом. 1021 року), аль-Кушайрі (пом. 1072 року), аль-Баклі (пом. 1209 року). Згодом ідеї ат-Тустарі були розвинені в працях аль-Газалі та Ібн Арабі.